# Jankowa (województwo małopolskie)
Jankowa – wieś w Polsce położona w województwie małopolskim, w powiecie gorlickim, w gminie Bobowa.
Miejscowość znajduje się na Pogórzu Rożnowskim, w dolinie na lewym brzegu Białej i na okolicznych wzgórzach.
W latach 1954–1961 wieś należała do i była siedzibą władz gromady Jankowa, po jej zniesieniu w gromadzie Bobowa. W latach 1975–1998 miejscowość administracyjnie należała do województwa nowosądeckiego.

## Części wsi
| SIMC    | Nazwa      | Rodzaj    |
| ------- | ---------- | --------- |
| 0417941 | Katanówki  | część wsi |
| 0417958 | Lipniczka  | część wsi |
| 0417964 | Podrudawie | część wsi |
| 0417970 | Resztówka  | część wsi |
| 0418001 | Wilkówka   | część wsi |
| 0418018 | Zagórze    | część wsi |

## Zabytki
Obiekty wpisane do rejestru zabytków nieruchomych województwa małopolskiego.
- park dworski.

We wsi znajdują się parafia rzymskokatolicka Najświętszego Serca Pana Jezusa oraz przystanek kolejowy przystanek kolejowy Jankowa na linii kolejowej nr 96 Tarnów – Leluchów.